# Chimarra picea
Chimarra picea är en nattsländeart som beskrevs av Luisa Eugenia Navas 1924. Chimarra picea ingår i släktet Chimarra och familjen stengömmenattsländor. Inga underarter finns listade i Catalogue of Life.